# Liah Soares
Eliane Soares da Silva, mais conhecida como Liah Soares (Marabá, Pará, 18 de janeiro de 1980), é uma cantora e compositora brasileira. Em 2003 a cantora lançou seu primeiro single, "Garotas Choram Demais", que logo alcançou um bom desempenho nas rádios brasileiras. A segunda canção lançada, "Poesia e Paixão" atingiu o primeiro lugar no Brasil e fez com que o primeiro disco da cantora, o homônimo Liah, atingisse em torno de 350 mil cópias vendidas, conquistando o disco de platina duplo. Em 2004 canção "O Amor é Mais" entrou para a trilha sonora oficial da décima primeira temporada de Malhação. Em 24 de abril de 2005 a EMI lança o segundo disco da cantora, Perdas e Ganhos, embalado pelo primeiro single "Sere Nere", que contou com a participação do cantor italiano Tiziano Ferro, sendo uma das mais executadas daquele ano. A faixa "Tarde Demais" foi liberada como a segunda canção trabalhada ao ser incluída novamente na trilha sonora de Malhação, desta vez na décima segunda temporada. O terceiro lançamento do disco foi incluído nas trilhas sonoras das novelas Alta Estação e Cristal. O disco vendeu em torno de 100 mil cópias.
Em 2006 Liah Soares rompe com a EMI por se sentir pressionada à se enquadrar na imagem de cantora de pop rock a cantora lançou o terceiro álbum. Em 2007 assina com a Som Livre, inspirando-se na imagem e sonoridade da cantora Colbie Caillat. No mesmo ano é lançado o single "Livre", marcando a nova fase de sua carreira. Em 2008 são liberados como canções de trabalho antes do lançamento de seu novo disco "Algo Mudou" e "E Não Vou Mais Deixar Você Tão Só", para a trilha sonora da telenovela Três Irmãs. Em 10 de fevereiro de 2009 o lançamento do disco Livre marca seu primeiro trabalho pela Som Livre, trazendo como últimos singles "Do Avesso" e "Outra Porta". Em 20 de outubro de 2011 o quarto disco da cantora, Quatro Cantos, é enviado às lojas, embalado pela canção de trabalho "Todos os Cantos".

## Carreira
Nascida em uma família conservadora, Eliane Soares da Silva apresentou interesse por instrumentos musicais desde criança. Participou do seu primeiro festival musical com apenas 12 anos.
Aos 14 anos Liah Soares saiu da casa dos pais em São Domingos do Araguaia disposta a viver de música. Morou na casa de parentes em Santa Catarina, mudou-se para São Paulo sozinha e, onde viveu entre bares e quartos alugados. Em 2000, aos 19, a cantora e a apresentadora Angélica gravaram a música Fotos no Espelho de Liah. A partir daí vários outros artistas gravaram canções dela. Entre eles KLB (Um dia acontece), Wanessa Camargo (Decidi), Rick & Renner (com o sucesso Só Pensando em Você) e Sandy & Junior, que alcançaram Liah à fama ao gravarem Desperdiçou e Nada Vai Me Sufocar.

### 2003—06:Liah Soares,Poesia, Paixãoe sucesso
Em 2003 Liah Soares conseguiu um contrato com a EMI e lançou dois discos, Liah e Perdas e Ganhos.
Morando no Rio de Janeiro desde 2005, ela faz faculdade de política cultural.

### 2007—11:Livre, nova gravadora e mudanças
Liah Soares parou tudo, foi para o Rio de Janeiro e passou quase quatro anos descansando, estudando e compondo para o álbum Livre, disco lançado pela Som Livre. Fez temporada de shows e tocou ao lado de nomes que admirava. Conheceu muitos músicos e escreveu e gravou suas canções aos poucos. Em 2008, fechou com a Som Livre e compilou 14 delas em um CD, cuja capa traz Liah Soares sem apelação. O álbum conta com uma música dedicada à natureza (Você colhe o que plantou), algumas que falam de amor (Algo mudou) e, claro, pelo menos duas que remetem sua própria vivência no período de crise, a faixa título e Inspiração. O álbum traz apenas uma regravação, a música E não Vou Mais Deixar Você Tão Só de Antônio Marcos que foi sucesso na voz de Roberto Carlos em 1968. Ela também começou a trabalhar com o pedal de loop e chegou a ser premiada em um festival em Frankfurt, na Alemanha Ainda em 2008 aceitou o convite para participar da gravação do DVD que comemorava os 20 Anos da Banda Catedral, no qual Liah Soares Canta a música intitulada "Do meu querer".

### 2011—presente:Quatro CantoseThe Voice Brasil
Em outubro de 2012 Liah Soares lançou seu quarto álbum de estúdio, o Quatro Cantos embalado pelo single "Todos os Cantos". Em 2012 passou a integrar o elenco da 1ª temporada do The Voice Brasil.
Apresentações no The Voice
| Episódio                    | Canção (Artista)                          | Resultado                           | Nota(s)                                                                               | Ref.   |
| --------------------------- | ----------------------------------------- | ----------------------------------- | ------------------------------------------------------------------------------------- | ------ |
| Audições às Cegas (Parte 1) | "As Rosas Não Falam" (Cartola)            | Os quatro jurados viraram a cadeira | Escolheu Daniel como técnico                                                          | [ 11 ] |
| Batalhas (Parte 3)          | "Coisas Que Eu Sei" (Danni Carlos)        | Venceu a batalha                    | Contra Luana Mallet (pega pelo Lulu)                                                  | [ 12 ] |
| Ao vivo (Parte 3)           | "Tempo Perdido" (Legião Urbana)           | Salva pelo público (50%)            | Contra Alma Thomas (escolhida pelo técnico) e Priscylla Lisboa (eliminada)            | [ 13 ] |
| Ao vivo (Parte 4)           | "Asa Branca" (Luiz Gonzaga)               | Salva pelo público (44%)            | Contra Danilo Dyba (escolhido pelo técnico), Alma Thomas e Pedro Eduardo (eliminados) | [ 14 ] |
| Semifinal                   | "Se Você Pensa" (Roberto Carlos)          | Salva pelo público (48%)            | Contra Danilo Dyba (escolhido pelo técnico) e Júnior Meirelles (eliminado)            | [ 15 ] |
| Finais (Parte 1)            | "Pra Ser Sincero" (Engenheiros do Hawaii) | Salva pelo técnico Daniel           | Contra Danilo Dyba                                                                    | [ 15 ] |
| Finais (Parte 2)            | "Tente Outra Vez" (Raul Seixas)           | Perdeu a disputa para Ellen Oléria  | Contra Ellen Oléria (vencedora), Ju Moraes e Maria Christina                          | [ 16 ] |

## Discografia
Álbuns de estúdio
- 2004: Liah
- 2005: Perdas e Ganhos
- 2009: Livre
- 2012: Quatro Cantos

Álbuns ao vivo
- 2015: Ao Vivo no Theatro da Paz

EPs
- 2014: O Som é o Sol
- 2016: Filha de Belém

## Filmografia
| Ano  | Título           | Personagem               | Nota                 |
| ---- | ---------------- | ------------------------ | -------------------- |
| 2012 | The Voice Brasil | Ela mesma / Participante | Reality show musical |

## Turnês
| Turnês próprias - 2004—2005: Turnê Poesia e Paixão - 2005—2006: Turnê Perdas e Ganhos - 2007: Turnê Liah & Parceiros - 2007—2009: Turnê Livre - 2011—2012: Turnê Quatro Cantos | Turnês em parceria - 2009—2010: Turnê Jay Vaquer & Liah |